# Гр (паровоз)
Паровоз Гр — узкоколейный паровоз типа 0-4-0, поставлявшийся в послевоенное время в СССР из Германии.

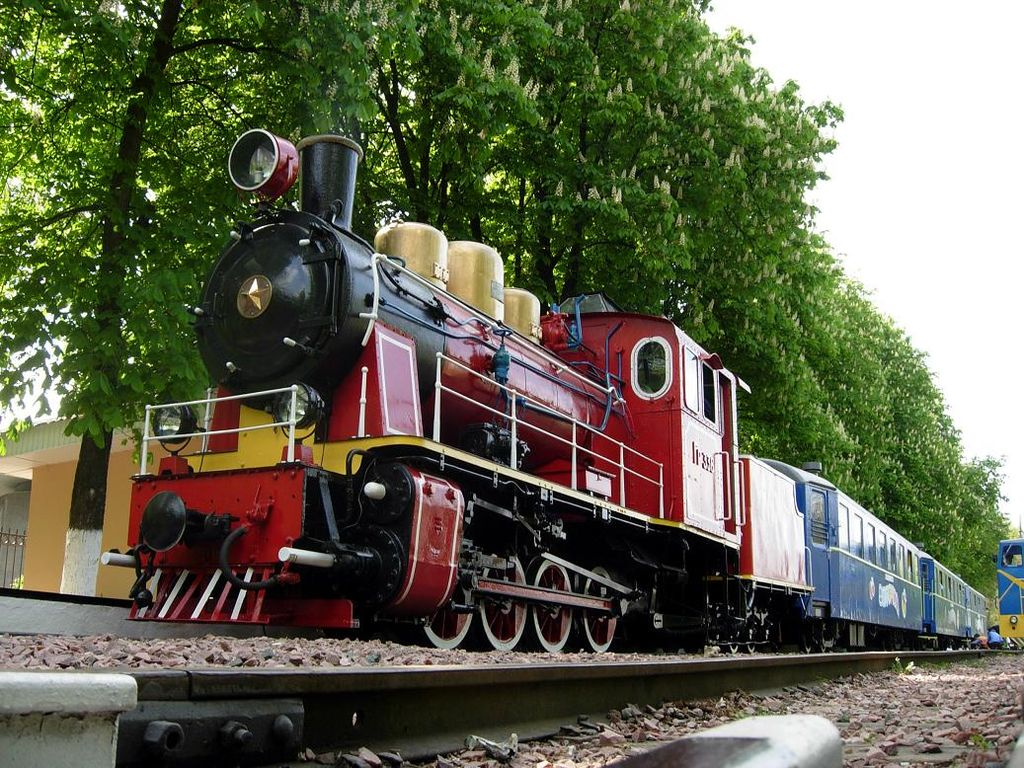

## История создания
После окончания Великой Отечественной войны УЖД Советского Союза стали испытывать острый дефицит локомотивов. Потерпевшую поражение в войне Германию обязали компенсировать стране-победителю причинённый ущерб. Перед войной немецкое машиностроение было одно из самых развитых в мире. Поэтому в числе прочих репараций побеждённую сторону обязали построить для СССР 400 мощных магистральных узкоколейных паровозов, по своим характеристикам сходных с паровозом довоенного типа 157.
В качестве завода-изготовителя было выбрано предприятие «Оренштaйн и Коппель» в Бабельсберге, которое 15 июля 1948 года стало называться локомотивостроительным заводом имени Карла Маркса. Проектирование паровоза велось в сжатые сроки, также возникло много трудностей в связи с утратой документации в последние дни войны и нехваткой грамотного инженерно-технического  персонала. Осенью 1947 года были произведены всесторонние испытания нового паровоза Гр-001 (Германские репарации), в результате было обнаружено, что на скоростях более 35 км/ч локомотив начинал сильно раскачиваться, оказывая неблагоприятные воздействия на верхнее строение пути. Были обнаружены и другие конструктивные недостатки. Однако массовое производство паровозов началось до окончания испытаний, поэтому недостатки так и не были устранены.

## Конструкция

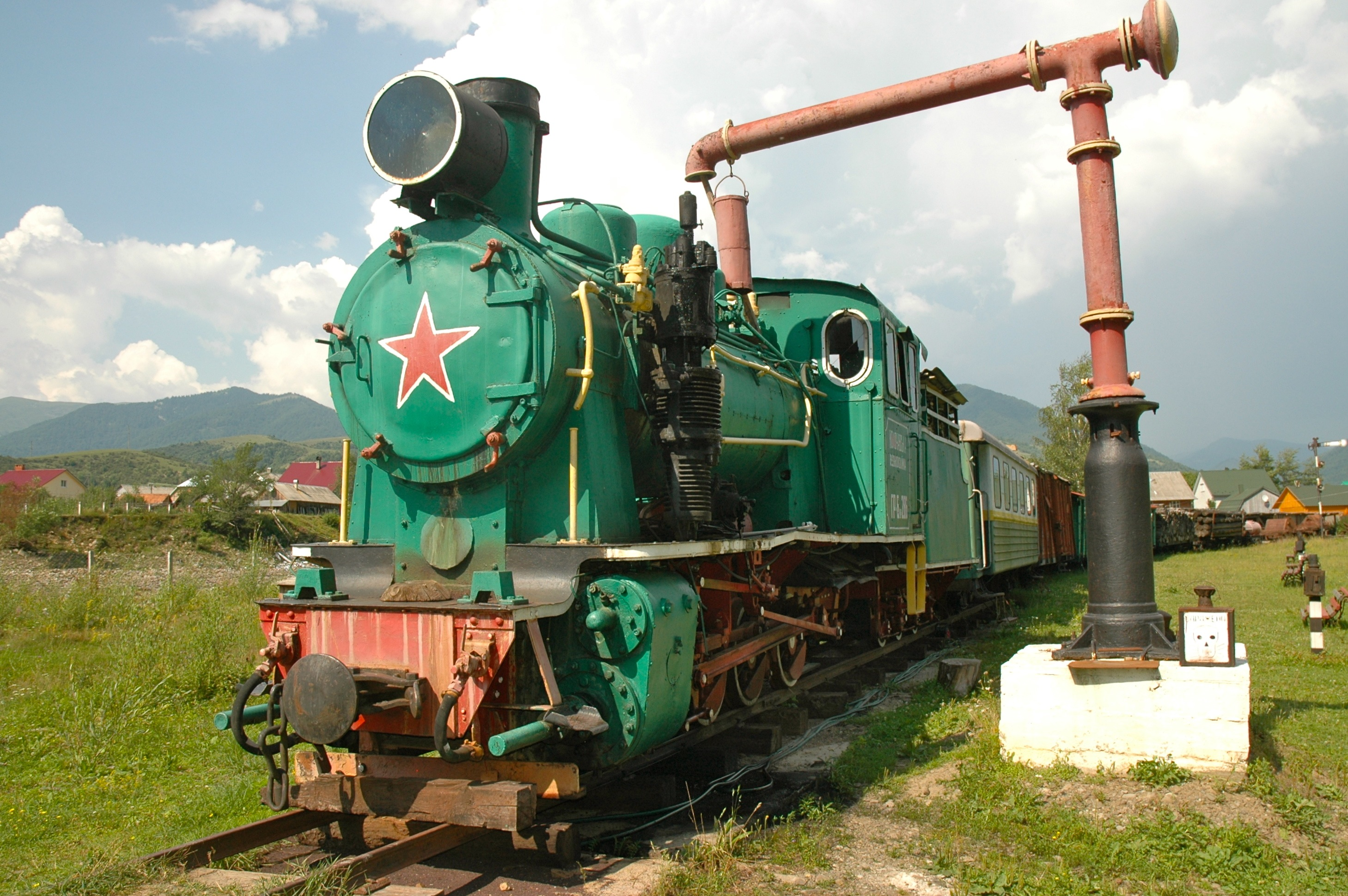

Паровоз Гр имел двухцилиндровую машину простого действия с диаметром цилиндров 370 мм и ходом поршня 400 мм. Давление пара в котле 12 ат. Вес паровоза в рабочем состоянии 25,6 т, диаметр колёс 800 мм, полная испаряющая поверхность нагрева 24,89 м², поверхность пароперегревателя 18,0 м², площадь колосниковой решётки 1,6 м². Локомотив мог проходить кривые радиусом 40 м. Развитая топка котла с колосниковыми решётками была приспособлена для отопления дровами. Котел, имеющий 64 жаровые и 9 дымогарных труб, был оборудован пароперегревателем Шмидта. Паровоз оборудовался паровым, а тендер ручным винтовым тормозом, затем стали устанавливаться паровоздушные и автотормоза. Небольшой трёхосный тендер имел контрбудку для защиты локомотивной бригады от непогоды и высокую дровяную решётку, позволявшую грузить запас дров значительно выше стенок топливного бункера. Паровоз был оборудован электрическим освещением.

## Выпуск и эксплуатация
Выпуск паровозов был начат в 1947 году, однако с 1951 по 1953 года производство данных локомотивов было приостановлено из-за нехватки стального листа и комплектующих. Вторая партия была изготовлена в 1953–1954 годах. В 1956 году была выпущена последняя, третья партия. Всего же с 1947 по 1956 год завод в Бабельсберге построил для советских узкоколеек 349 локомотивов серии Гр, кроме того в 1949 году 4 паровоза было выпущено для УЖД ГДР. Также данные локомотивы выпускались на заводе «Лова» в 1953–1956 годах. Всего данный завод построил 43 паровоза Гр для СССР на колею 914 мм для Кыштым-Карабашской УЖД, ещё 2 паровоза изготовили для ГДР. В эксплуатации эти паровозы зарекомендовали себя как мощные и надёжные машины, однако их ходовые качества, а также удобство управления и обслуживания оставляли желать лучшего. Появление Гр на узкоколейках предприятий лесной и торфяной промышленности с облегчённым верхним строением пути приводило к резкому ухудшению его состояния и увеличению затрат на содержание. В связи с этим значительная часть локомотивов этого типа была передана на магистральные узкоколейные железные дороги МПС и промышленные дороги металлургических предприятий. Но и здесь из-за посредственных ходовых качеств паровоза нередко приходилось вводить ограничения скорости.

## Паровозы ОП1 и ОП2
В 1947 году Министерство лесной промышленности испытывало потребность в лёгких паровозах с нагрузкой на ось 2,5 т. Заказ на проектирование и изготовление данных локомотивов также разместили на заводе имени Карла Маркса в Бабельсберге. По требованиям заказчика паровоз должен был быть простым и удобным в эксплуатации, вписываться в кривые радиусом 50 метров, приспособлен для отопления дровами. В результате двухлетней работы по проектированию в ГДР подготовили два проекта, получивших обозначение ОП1 и ОП2 (Облегчённый Паровоз 1-й и 2-й тип). ОП1 с паровой машиной насыщенного пара, ОП2 работал на перегретом паре и оснащался пароперегревателем. В конце 1948 года по обоим проектам построили опытные паровозы. По результатам испытаний к дальнейшему выпуску приняли серию ОП2. Партия этих паровозов в количестве 297 единиц была изготовлена заводом в 1949 году. В эксплуатации паровозы ОП2 оказались весьма неустойчивыми из-за высокого расположения центра тяжести. Практически все локомотивы данного типа попали на лесовозные УЖД.

### Конструкция
Паровозы ОП2 имели двухцилиндровую паровую машину мощностью 50 л. с., простого действия, с диаметром цилиндров 200 мм и ходом поршня 300 мм. Паровоз данной серии подвергся стендовым испытаниям в Архангельском Лесотехническом институте. Испытания показали недопустимо большие теплопотери паровоза в результате высокой температуры газов, выходящих из дымогарных труб из-за слишком укороченной цилиндрической части котла. Расстояние между решётками котла составляло всего 1700 мм. 

## Сохранившиеся паровозы

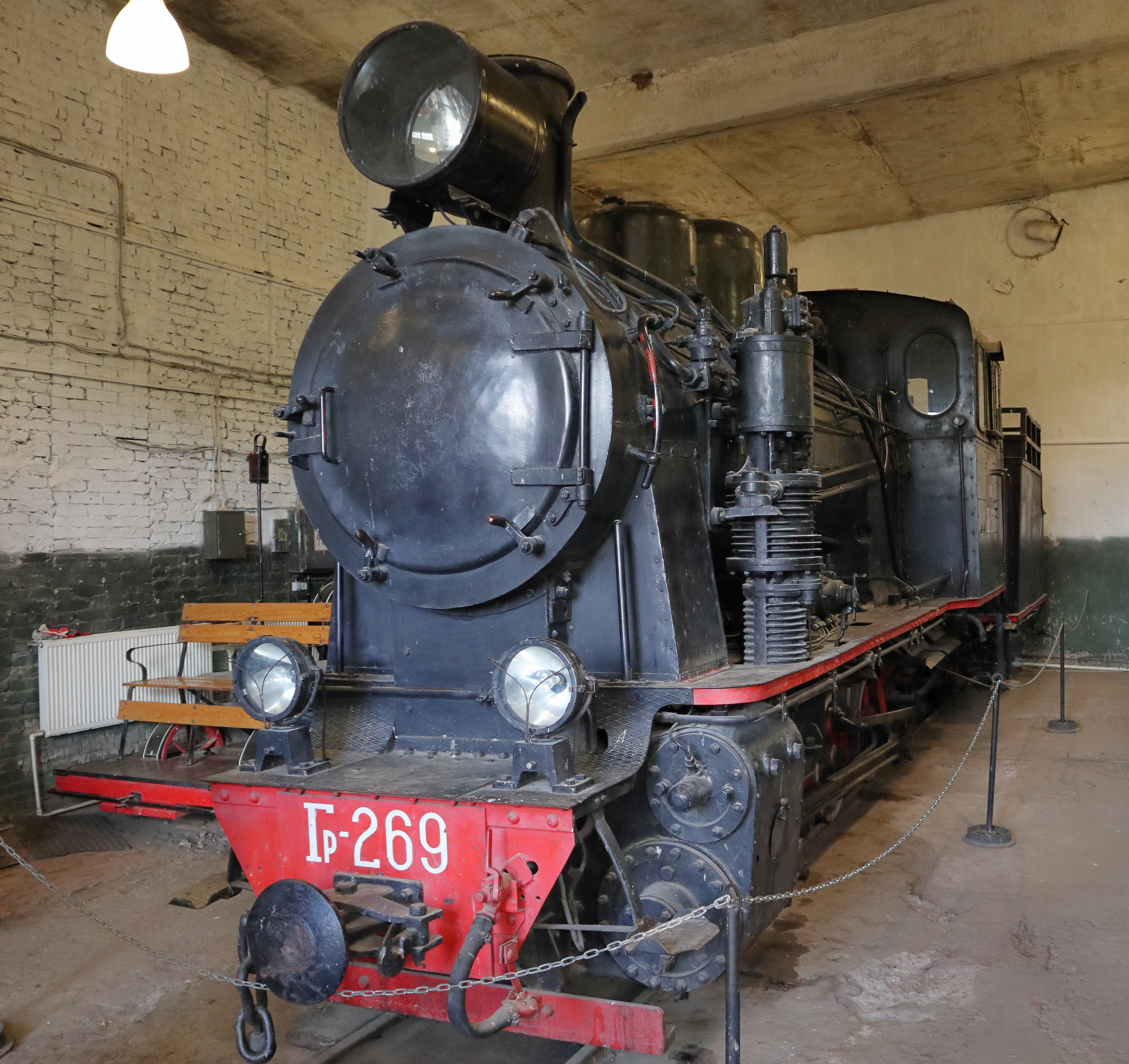
Гр-269 в Переславском железнодорожном музее

Немало паровозов Гр попало на детские железные дороги. В настоящее время в рабочем состоянии находятся 7 машин:
- Гр-185 — на Ростовской ДЖД.
- Гр-269 — в коллекции Переславского железнодорожного музея, однако увидеть его под парами можно крайне редко: локомотив слишком тяжёл для ненадёжных путей музея.
- Гр-280 — на Гайворонской УЖД.
- Гр-319 — на музейной узкоколейке "Гулбене-Алуксне" .
- Гр-320 — на Горнорудной ЖД Мансфельда в Германии. Передан из Латвии в 1997. Перенумерован в № 20.
- Гр-332 — бывший памятник на станции Пионерская Ярославской ДЖД. С 2018 года находится в эксплуатации на Ярославской ДЖД. (из Гайворона передан на Ярославскую ДЖД в 1995)
- Гр-336 — на Киевской ДЖД.

Еще сохранилось несколько экземпляров в виде паровоза-памятника.
- Гр-210 — памятник в г. Шорапани, Грузия.
- Гр-226 — Екатеринбургская ДЖД (2009 — сгорел)
- Гр-231 — Россия, Башкортостан, Белорецк, паровоз-памятник возле Белорецкого металлургического комбината.
- Гр-255 — Муниципий Бельцы, Балти, Молдавия (до 1981 работал в ТЧ Берегово)
- Гр-274 — на мосту через реку Амбарная бывшей Норильской ЖД в Красноярском Крае (находился на Гайворонской УЖД до 1992).
- Гр-286 — на Колочавской узкоколейной железной дороге (укр. Колочавська вузькоколійка) (село Колочава Закарпатской области Украины).
- Гр-318 — Екатеринбургская ДЖД, до 2014 находился в г. Рустави, Грузия.  Доведут до рабочего состояния для эксплуатации на ДЖД.
- Гр-334 — памятник в г. Николаев, Украина. Установлен в детском городке «Сказка» в 1985. (раньше работал на Гайворонской УЖД)
- Гр-352 — памятник в г. Бодайбо, Иркутская Область.
- Гр-?     — памятник в г. Батуми, Грузия